# Barye
Barye,  tudi absolutni bar (oznaka Ba), je enota v sistemu CGS za merjenje tlaka. Enota se je uporabljala v Franciji.
Znana je kot mikrobar. To je za prakso zelo majhna enota, pogosteje se uporablja bar, ki je 106 Ba.
Velja tudi 1 Ba = 0,1 Pa = 0,1 N/m2.

## Definicija
Barye je pritisk 1 dine na kvadratni centimeter (ali 0,001 milibarov).